# Ciudad de la Justicia (métro de Séville)
Ciudad de la Justicia est une future station de la ligne 3 du métro de Séville. Elle sera située sur la rue de l'Énergie solaire, dans le district de Bellavista–La Palmera, à Séville.

## Situation sur le réseau
Établie en souterrain, Ciudad de la Justicia sera une station de passage de la ligne 3 du métro de Séville. Elle sera située après Los Bermejales, en direction du terminus nord de Pino Montano Norte, et avant Palmas Altas, en direction du terminus sud de Hospital de Valme.

## Histoire
L'emplacement de la station est présenté au public le 26 juin 2020, lors de l'annonce de l'attribution du marché public de mise à jour des études et du plan d'exécution du tronçon sud de la ligne 3.